# Fatululit
Fatululit (Halitaluk) ist ein Ortsteil des osttimoresischen Ortes Balibo im Suco Balibo Vila (Verwaltungsamt Balibo, Gemeinde Bobonaro). Er liegt in einer Meereshöhe von 546 m südwestlich des Ortszentrums. Das Gebiet gehört zur Aldeia Fatululik.